# Susan Petersová
Susan Petersová (3. července 1921 – 23. října 1952) byla americká divadelní, filmová a televizní herečka.

## Mládí
Petersová se narodila ve Spokane a za svobodna užívala jméno Suzanne Carnahanová. Nejprve se upsala studiu Warner Brothers, ale následně začala po vychození střední školy pracovat pro Metro-Goldwyn-Mayer Studios. Jejím prvním zaměstnáním bylo čtení s potenciálními herci jejich kamerových zkoušek. To bylo nějakou dobu před tím, než udělala dojem na vedoucí studia svým vlastním talentem a oni ji začali vybírat do svých filmů.

## Filmografie
| Rok  | Název filmu                   | Role                          | Notes                                                         |
| ---- | ----------------------------- | ----------------------------- | ------------------------------------------------------------- |
| 1940 | Susan and God                 | host na oslavě                | neuvedena v titulcích                                         |
| 1940 | The Man Who Talked Too Much   | Bit role                      | neuvedena v titulcích                                         |
| 1940 | Young America Flies           | jedna z Jackových milenek     | neuvedena v titulcích                                         |
| 1940 | Money and the Woman           | pokladní                      | neuvedena v titulcích                                         |
| 1940 | Santa Fe Trail                | Charlotte Davisová            | v titulcích jako Suzanne Carnahanová                          |
| 1941 | The Strawberry Blonde         | děvče                         | neuvedena v titulcích                                         |
| 1941 | Here Comes Happiness          | Slečna Brownová               | neuvedena v titulcích                                         |
| 1941 | Meet John Doe                 | lovkyně autogramů             | neuvedena v titulcích                                         |
| 1941 | Scattergood Pulls the Strings | Ruth Savageová                |                                                               |
| 1941 | Three Sons o' Guns            | Mary Tylerová                 |                                                               |
| 1942 | Personalities                 |                               | neuvedena v titulcích                                         |
| 1942 | The Big Shot                  | Ruth Carterová                |                                                               |
| 1942 | Tish                          | Cora Edwardsová Bowzerová     |                                                               |
| 1942 | Dr. Gillespie's New Assistant | Paní Howard Allwinn Youngová  |                                                               |
| 1942 | Random Harvest                | Kitty                         | nominována na cenu: Academy Award for Best Supporting Actress |
| 1942 | Andy Hardy's Double Life      | Sue, Wainwright Coed on Train |                                                               |
| 1943 | Assignment in Brittany        | Anne Pinotová                 |                                                               |
| 1943 | Young Ideas                   | Susan Evansová                |                                                               |
| 1944 | Song of Russia                | Nadya Stepanovová             |                                                               |
| 1945 | Keep Your Powder Dry          | Ann "Annie" Darrisonová       |                                                               |
| 1948 | The Sign of the Ram           | Leah St. Aubynová             |                                                               |
| 1951 | Miss Susan                    | Susan Martinová               | neznámé epizody                                               |